# Eva Irgl
Eva Irgl (née le 9 décembre 1976 à Šempeter-Vrtojba) est une femme politique slovène liée au Parti démocratique slovène (Slovenska demokratska stranka) et élue députée au sein de l'Assemblée nationale slovène (Dravni zbor).

## Biographie
Eva Irgl nait le 9 décembre 1976 dans la commune de Šempeter-Vrtojba dans l'ouest de la Slovénie à la frontière italienne. Elle obtient son baccalauréat au lycée d'Ajdovščina et s'inscrit ensuite à la Faculté de théologie de l'université de Ljubljana en 1998. Avant de commencer ses études, elle passe une audition pour la télévision nationale ce qui lui permet de présenter durant trois années une émission. Elle présente aussi plusieurs évènements et écrit des articles pour le Mag magazine. Elle est élue députée lors des élections parlementaires de 2004 (mandat 2004-2008) et est réélue lors des élections de 2008 (mandat 2008-2012).